# Adam von Gernet

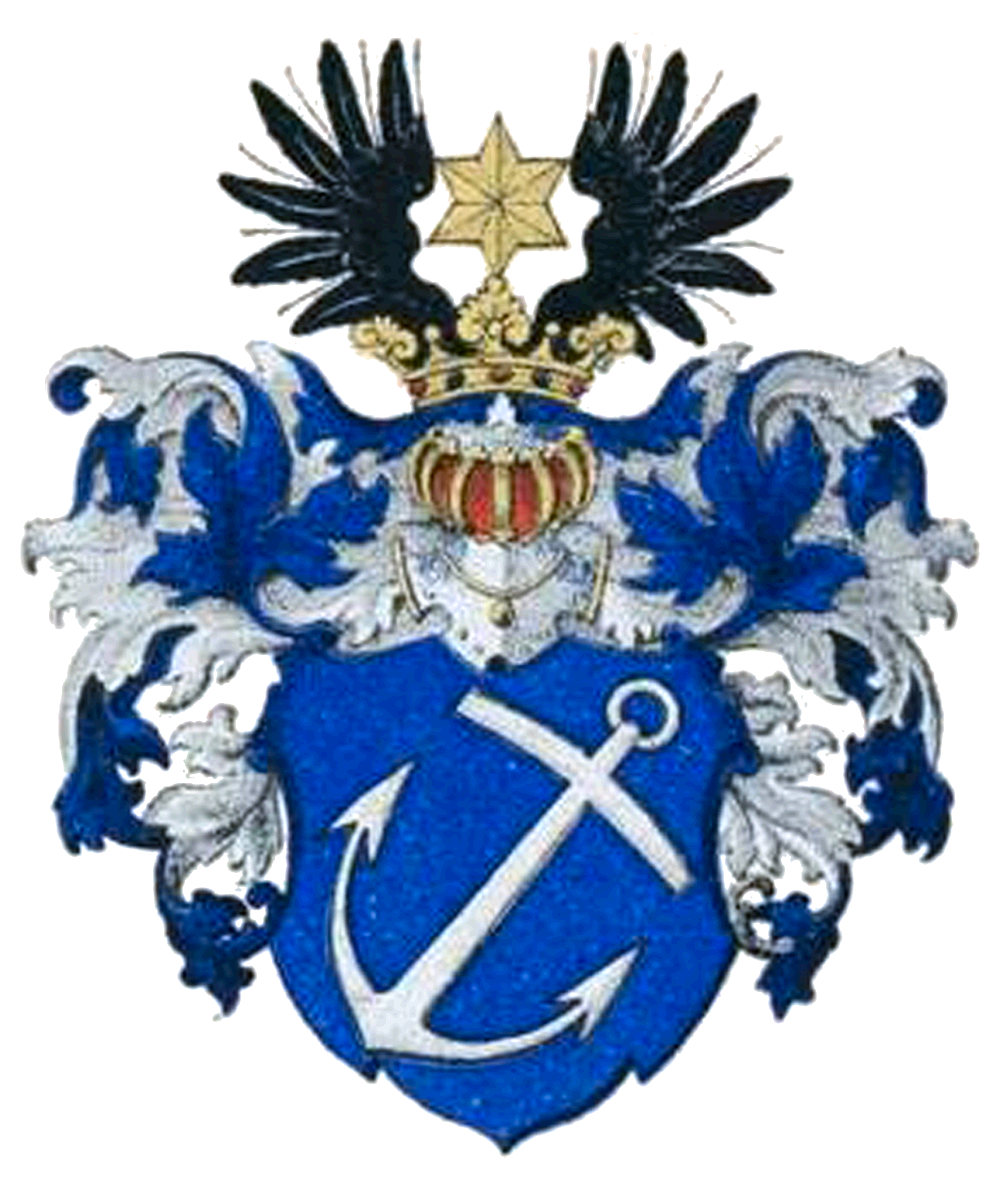
Familienwappen derer von Gernet (Estland)

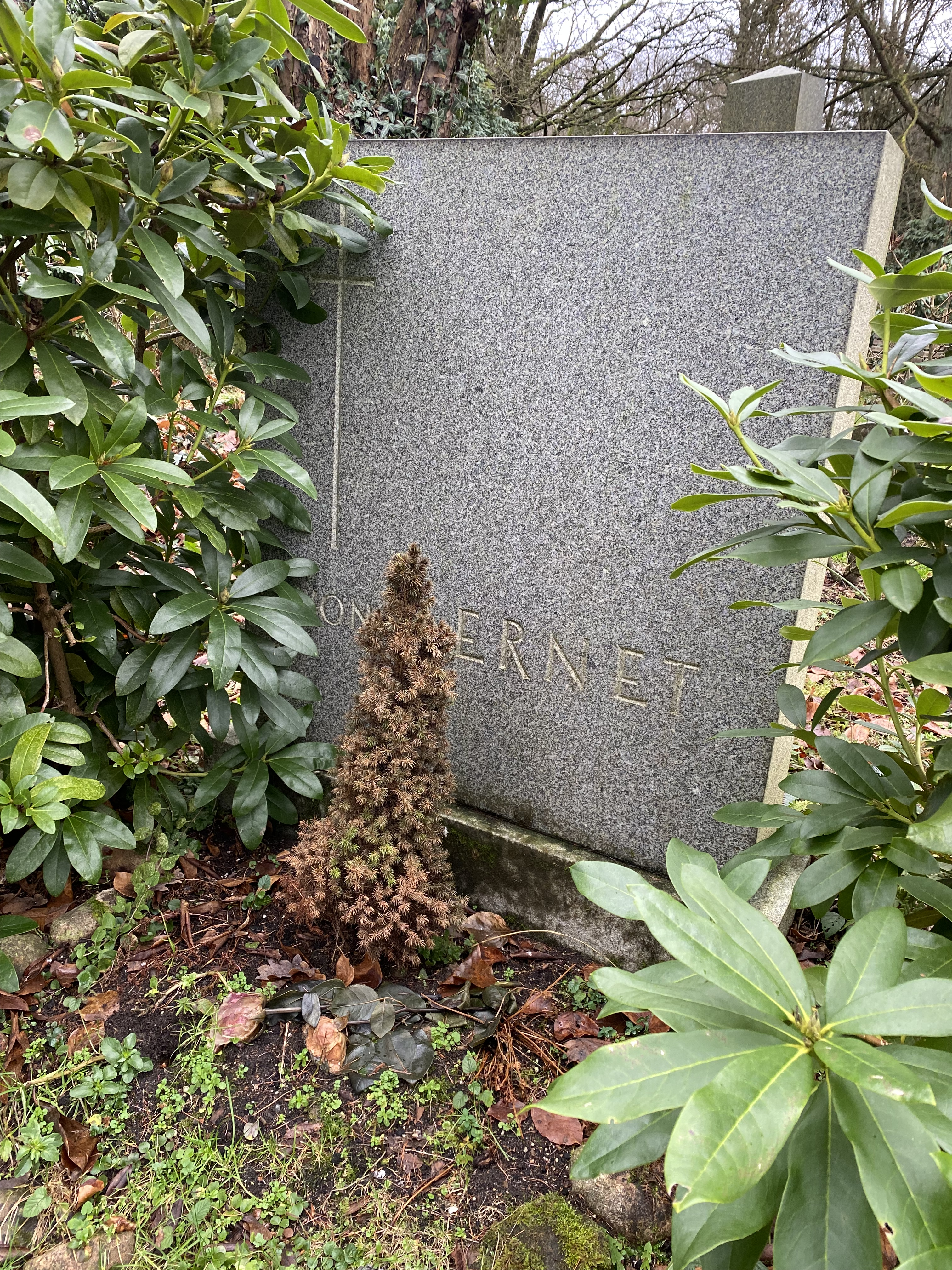
Grabstätte auf dem Friedhof Ohlsdorf

Adam Richard Ernst von Gernet (* 7. August 1878 in Kiwidipäh (Estland); † 1. Juli 1944 in Hamburg) war ein deutsch-baltischer Freiherr, Geodät, Hydrograph und Marineoffizier.

## Leben
Adam von Genet besuchte die Schule in Lübeck und studierte dann an der Technischen Hochschule in Karlsruhe. 1897 trat er als Freiwilliger in das 90. Infanterie-Regiment  ein und wurde 1898 als Unteroffizier in die Armee-Reserve versetzt. Als Reservist erlangte er den höchsten Unteroffiziersdienstgrad als Feldwebelleutnant. Nach seinem Studium in Lübeck und Karlsruhe, wurde er 1901 als Fahnenjunker in die Kaiserlich-russische Marine aufgenommen. Seinen ersten Kriegseinsatz erlebte er ab 1904 im Japanisch-Russischen-Krieg. Von 1904 bis 1905 war er auf dem Zerstörer Vigorous, danach Wachkommandant auf dem Kreuzer Dmitri Donskoi und nahm an der Seeschlacht bei Tsushima teil. 1905 geriet Gernet kurzfristig in Japanische Kriegsgefangenschaft. Nach seiner Rückkehr nach Riga diente er im 3. Marine-Sicherungs-Bataillon, war in der Kadettenausbildung eingesetzt und wurde 1908 auf das Transportschiff Samoyed kommandiert. 1909 zum Leutnant zur See befördert, studierte er an der Nikolaev Marine Akademie, dort schloss er sein graduiertes Studium zum Hydrographen ab. Es folgten nun mehrere kurzfristige Verwendungen und Beförderungen, letztlich wurde er im Rang eines Kapitäns Leiter der kaiserlichen Instrumentenkammer und des Landkarten Depots.
1918 wurde er nach Sibirien deportiert, nach kurzer Gefangenschaft wurde er frei gelassen und trat noch im gleichen Jahr in das Baltenregiment ein. Bis 1922 war er Führer der Eissegelabteilung auf dem Peipussee und versah danach seinen Dienst als Geodät in der Topo-Hydrographischen Abteilung des estländischen Generalstabes. Danach war er Leiter der magnetischen Vermessung auf dem Festland und in den Gewässern Estlands. Gernet arbeitete auf dem, von ihm konstruierten, magnetfreien Vermessungsschiff Cecilie und war unter anderem für Finnland, Schweden, Lettland, Litauen und dem Deutschland tätig. 1920 wurde er zum Lieutenant Commander befördert und 1927 in die Miliz versetzt. Ab 1934 war er als Landvermesser im Hauptquartier der Verteidigung tätig und gab als Lehrer ab 1935 Kurse für Topo-Hydrographie. Er baute seinen nichtmagnetischen Schoner Cecilie aus, auf dem er die magnetische Deklination in der Nord- und Ostsee genau maß. Im November 1939 verließ er das Baltikum und arbeitete an der Deutschen Seewarte in Hamburg.
Adam von Gernet ruht auf dem Friedhof Ohlsdorf. Die Grabstätte im Planquadrat W 6 liegt östlich vom Forum an der Talstraße.

## Auszeichnungen
- 1907 Orden des Heiligen Wladimir, 4. Klasse
- Russischer Orden der Heiligen Anna, 3. Klasse
- 1910 Sankt-Stanislaus-Orden
- 1915 Russischer Orden der Heiligen Anna, 2. Klasse
- Verschiedene Verdienstmedaillen in Bronze

## Herkunft und Familie
Adam von Gernet stammte aus dem deutsch-baltischen Adelsgeschlecht von Gernet aus dem Hause Neuenhof. Sein Vater war der Kreistagsabgeordnete Magnus Friedrich von Gernet (1824–1909), der mit Helene Amalie Katharina (Kitty) von Grünewaldt (1833–1909). 
verheiratet war. Sein Bruder war Adolph von Gernet (1863–1942). Adam v.G. heiratete 1906 Margarethe Baronesse von Maydell (1882–1960). Ihre Nachkommen waren Katharina Charlotte von Gernet (1909–2006) und Axel Friedrich von Gernet (* 1914).